# Новосельский сельский округ (район имени Габита Мусрепова)
Новосельский сельский округ (каз. Новосел ауылдық округі) — административная единица в составе района имени Габита Мусрепова Северо-Казахстанской области Казахстана. Административный центр — село Новосёловка.
Население — 2241 человек (2009, 2484 в 1999, 2798 в 1989).

## История
Новосельский поселковый совет на правах сельского совета образован указом Президиума Верховного Совета Казахской ССР 23 марта 1957 года. 24 декабря 1993 года решением главы Кокчетавской областной администрации образован Новосельский сельский округ.
В состав сельского округа вошла территория ликвидированного Привольного сельского совета (село Привольное).

## Состав
В состав округа входят такие населенные пункты:
| Населенный пункт  | Население, человек (1989) | Население, человек (1999) | Население, человек (2009) |
| ----------------- | ------------------------- | ------------------------- | ------------------------- |
| Мукур, село       | 311                       | 271                       | 218                       |
| Новосёловка, село | 1333                      | 1255                      | 1085                      |
| Привольное, село  | 1154                      | 958                       | 938                       |